# Eleições municipais de Campo Grande em 2016
As eleições municipais da cidade brasileira de Campo Grande em 2016 foram responsáveis por eleger um prefeito, um vice-prefeito e 29 vereadores para a administração da cidade e a votação se deu em dois turnos: o primeiro deles aconteceu em 2 de outubro e o segundo foi realizado 30 de outubro.
As convenções partidárias para a escolha dos candidatos ocorreram entre 20 de julho e 5 de agosto. A propaganda eleitoral gratuita em Campo Grande começou a ser exibida em 26 de agosto e terminou em 29 de setembro. Segundo a lei eleitoral em vigor, o sistema de dois turnos - caso o candidato mais votado recebesse menos de 50% +1 dos votos - está disponível apenas em cidades com mais de 200 mil eleitores, como Campo Grande. No segundo turno, a propaganda eleitoral gratuita voltou a ser exibida em 10 de outubro, e terminou em 28 de outubro.
Os candidatos que disputaram o primeiro turno foram: Adalton Garcia (PRTB), Alcides Bernal (PP), Alex do PT, Aroldo Figueiró (PTN), Athayde Nery (PPS), Coronel David (PSC), Elizeu Amarilha (PSDC), José Flávio Arce (PCO), Lauro Davi (PROS), Marcelo Bluma (PV), Marquinhos Trad (PSD), Pedro Pedrossian Filho (PMB), Rosana Santos (PSOL), Rose Modesto (PSDB) e Suél do PSTU. Já a disputa do segundo turno ficou por conta dos candidatos Marquinhos Trad (PSD) e Rose Modesto (PSDB), sendo vencida pelo candidato do PSD, Marquinhos Trad, com 58,77% dos votos válidos, enquanto Rose Modesto foi derrotada com 41,23% dos votos válidos. O prefeito incumbente Alcides Bernal, do PP, terminou seu mandato em 1 de janeiro de 2017 após ficar em terceiro lugar em sua tentativa de se reeleger.

## Eleição majoritária

### Candidaturas oficializadas

#### Partido da Causa Operária (PCO)
Após a desistência de Alexsandro, o irmão José Flávio Arce foi indicado para concorrer à prefeitura, mantendo a mãe Eclair Arce como vice na chapa.

#### Partido da Mulher Brasileira (PMB)
Pedro Pedrossian Filho, ex-deputado federal, será o candidato do PMB à prefeitura, tendo como vice a empresária Maria Freitas.

#### Partido da Social Democracia Brasileira (PSDB)
A vice-governadora Rose Modesto foi oficialmente indicada como candidata à prefeitura de Campo Grande, tendo como vice o superintendente licenciado do Sebrae, Cláudio Mendonça (PR). A coligação reunirá; além de PSDB e PR; PSB, PDT, PRB, Solidariedade e PSL.

#### Partido dos Trabalhadores (PT)
Ex-líder do prefeito Alcides Bernal, o vereador Marcos Alex foi oficialmente indicado como candidato, tendo como vice Mário Fonseca, do PC do B.

#### Partido Popular Socialista (PPS)
Por 218 votos, a legenda decidiu lançar Athayde Nery como candidato à prefeitura no fim de julho. Outra corrente, da vereadora Luiza Ribeiro, defendia aliança com o PP para a reeleição do prefeito Alcides Bernal.
Após o período de convenções, o engenheiro Frederico Valente foi indicado como vice na chapa do PPS. Valente foi vereador, ex-presidente da Empresa de Saneamento de Mato Grosso do Sul (Sanesul) e ex-secretário de estado de Planejamento, Ciência e Tecnologia.

#### Partido Progressista (PP)
O atual prefeito, Alcides Bernal, tentará a reeleição tendo como vice Ulisses Duarte. A legenda formou aliança com o PTC.

#### Partido Renovador Trabalhista Brasileiro (PRTB)
O turismólogo Adalton Garcia foi indicado como candidato do PRTB à prefeitura de Campo Grande, tendo como vice Helton Koop. A legenda concorrerá em chapa pura.

#### Partido Republicano da Ordem Social (PROS)
Após a desistência de Luiz Pedro Guimarães, a legenda indicou o ex-deputado estadual Lauro Davi como candidato à prefeitura de Campo Grande. Márcia Mega se mantém como candidata a vice na chapa.

#### Partido Social Cristão (PSC)
O deputado estadual Carlos Alberto David dos Santos, o Coronel David, foi confirmado como candidato à prefeitura em convenção realizada em agosto. Após a desistência de Renato Gomes e o rompimento da aliança com o PRP, a advogada Juliana Padilha preencheu a vaga de vice na chapa.

#### Partido Social Democrata Cristão (PSDC)
Pela quinta vez seguida na disputa por um cargo eletivo, o empresário Elizeu Amarilha foi oficialmente indicado como candidato à prefeitura, tendo como vice o filho Márcio Marques Mattos.

#### Partido Social Democrático (PSD)
O deputado estadual Marcos Marcello Trad, o Marquinhos Trad, foi confirmado como candidato à prefeitura, tendo como vice Adriane Lopes (PEN). Além das duas legendas, compõem a coligação DEM, PTB, PTdoB, PMN e PHS.

#### Partido Socialista dos Trabalhadores Unificado (PSTU)
O servidor público Suél Ferranti é o candidato do PSTU à prefeitura de Campo Grande pela quarta vez consecutiva, tendo como vice Adryelle Paula.

#### Partido Trabalhista Nacional (PTN)
Em chapa pura, a legenda lançou Aroldo Figueiró como candidato a prefeito e o empresário Tamotsu Mori como vice.

#### Partido Verde (PV)
O engenheiro e ex-vereador Marcelo Bluma foi declarado candidato do PV à prefeitura pela segunda vez. Porém, a indicação foi contestada pela pré-candidata Odete Fiorda, que afirmou que iria recorrer à Justiça Eleitoral contra a decisão da convenção.
No último dia do período de convenções, o PV se aliou à Rede Sustentabilidade e indicou o empresário, advogado e ex-1º secretário da ACICG Roberto Oshiro - até então candidato a prefeito -, mas com a desistência deste, a vaga foi preenchida pelo advogado Fábio Lechuga.

### Desistências

#### Partido da Causa Operária (PCO)
Pela primeira vez, o PCO lança candidatura própria à prefeitura, com Alexsandro Arce candidato a prefeito e Eclair Arce, mãe de Alexsandro, como candidata a vice. Porém, Alexsandro desistiu da disputa logo após o período de convenções.

##### Partido Republicano da Ordem Social (PROS)
O PROS lançou o empresário Luiz Pedro Guimarães como candidato à prefeitura e Márcia Mega compôs a chapa como vice. Porém, Guimarães desistiu da disputa no fim de agosto.

#### Partido Republicano Progressista (PRP)
Primeiramente, o PRP lançou o ex-vereador Renato Gomes como candidato à prefeitura. Porém, a legenda preferiu se aliar ao PSC, levando Gomes à vaga de vice na chapa de Coronel David. Mais tarde, a aliança se desfez após o período de convenções.

#### Rede Sustentabilidade (Rede)
O empresário, advogado e ex-1º secretário da ACICG, Roberto Oshiro, teve o nome oficializado como candidato da Rede à prefeitura.
Após formalizar aliança com o PV, Oshiro passou a compor uma chapa como vice de Marcelo Bluma. Porém, ele desistiu uma semana depois e a legenda então indicou o advogado Fábio Lechuga para a vaga.
|  | Nº | Candidato a prefeito (a) | Candidato a prefeito (a)     | Candidato a vice-prefeito (a) | Candidato a vice-prefeito (a) | Coligação                                                               |
|  | -- | ------------------------ | ---------------------------- | ----------------------------- | ----------------------------- | ----------------------------------------------------------------------- |
|  | 28 |                          | Adalton Garcia (PRTB)        |                               | Helton Koop Caverninha (PRTB) | - Partido Renovador Trabalhista Brasileiro (PRTB)                       |
|  | 11 |                          | Alcides Bernal (PP)          |                               | Ulisses Duarte (PP)           | "Nossa Força é a Nossa Gente" - Partido Trabalhista Cristão (PTC)       |
|  | 13 |                          | Alex do PT                   |                               | Mário Fonseca (PCdoB)         | "Campo Grande é do Povo" - Partido Comunista do Brasil (PCdoB)          |
|  | 19 |                          | Aroldo Figueiró (PTN)        |                               | Tamotsu Mori (PTN)            | - Partido Trabalhista Nacional (PTN)                                    |
|  | 23 |                          | Athayde Nery (PPS)           |                               | Francisco Valente (PPS)       | - Partido Popular Socialista (PPS)                                      |
|  | 20 |                          | Coronel David (PSC)          |                               | Juliana Padilha (PSC)         | - Partido Social Cristão (PSC)                                          |
|  | 27 |                          | Elizeu Amarilha (PSDC)       |                               | Márcio Marques Mattos (PSDC)  | - Partido Social Democrata Cristão (PSDC)                               |
|  | 29 |                          | José Flávio Arce (PCO)       |                               | Eclair Arce (PCO)             | - Partido da Causa Operária (PCO)                                       |
|  | 90 |                          | Lauro Davi (PROS)            |                               | Márcia Mega (PROS)            | - Partido Republicano da Ordem Social (PROS)                            |
|  | 43 |                          | Marcelo Bluma (PV)           |                               | Fábio Lechuga (Rede)          | "Trabalho, Experiência e Política Limpa" - Rede Sustentabilidade (Rede) |
|  | 55 |                          | Marquinhos Trad (PSD)        |                               | Adriane Lopes (PEN)           | "Sempre com a Gente" - Partido Humanista da Solidariedade (PHS)         |
|  | 35 |                          | Pedro Pedrossian Filho (PMB) |                               | Maria Freitas (PMB)           | - Partido da Mulher Brasileira (PMB)                                    |
|  | 45 |                          | Rose Modesto (PSDB)          |                               | Cláudio Mendonça (PR)         | "Juntos por Campo Grande" - Partido Social Liberal (PSL)                |
|  | 16 |                          | Suél Ferranti (PSTU)         |                               | Adryelle de Paula (PSTU)      | - Partido Socialista dos Trabalhadores Unificado (PSTU)                 |

### Candidaturas impugnadas

#### Partido Socialismo e Liberdade (PSOL)
A terapeuta ocupacional Rosana Santos foi indicada oficialmente como candidata à prefeitura, tendo como vice Henrique Nascimento. Porém, o Tribunal Regional Eleitoral impugnou em setembro a candidatura do partido, por não se desincompatibilizar de cargo público no prazo estipulado. Na véspera do primeiro turno, 1º de outubro, o Tribunal Regional Eleitoral de Mato Grosso do Sul (TRE-MS) confirmou o indeferimento da candidatura.

## Pesquisas

### Pré-campanha
A tabela não inclui resultados referentes a pessoas que não permaneceram na pré-disputa.
| Data                           | 10 de novembro de 2014 | 24 de agosto de 2015 | 4 de julho de 2016 |
| Instituto                      | Ipems                  | Vale Consultoria     | DATAmax            |
| Fonte                          | [ 39 ]                 | [ 40 ]               | [ 41 ]             |
| ------------------------------ | ---------------------- | -------------------- | ------------------ |
| Marquinhos Trad (PSD)          | 38,5%                  | 19,1%                | 18,53%             |
| Alcides Bernal (PP)            | 20,2%                  | 14,4%                | 17,66%             |
| André Puccinelli (PMDB)        | 3,7%                   | 25,4%                | 14,43%             |
| Rose Modesto (PSDB)            | –                      | 3,2%                 | 10,07%             |
| Coronel David (PSC)            | –                      | –                    | 2,11%              |
| Pedro Pedrossian Filho (PMB)   | –                      | –                    | 1,99%              |
| Dagoberto Nogueira Filho (PDT) | –                      | 3,1%                 | 1,62%              |
| Alex do PT                     | –                      | –                    | 1,49%              |
| Athayde Nery (PPS)             | –                      | –                    | 1,24%              |
| Marcelo Bluma (PV)             | –                      | –                    | 1%                 |
| Renato Gomes (PRP)             | –                      | –                    | 0,5%               |
| Aroldo Figueiró (PTN)          | –                      | –                    | 0,25%              |
| Brancos ou Nulos               | –                      | –                    | 18,41%             |
| Indecisos                      | –                      | –                    | 10,7%              |
| Margem de erro                 | 4,9%                   | 2,4%                 | 3,5%               |

### 1º turno
| Divulgação             | Instituto        | Margem de erro | Candidato (a)    | Candidato (a) | Candidato (a) | Candidato (a) | Candidato (a) | Candidato (a) | Candidato (a) | Candidato (a) | Brancos ou Nulos | Nenhum ou Não sabe |
| Divulgação             | Instituto        | Margem de erro | Marquinhos (PSD) | Rose (PSDB)   | Bernal (PP)   | David (PSC)   | Bluma (PV)    | Alex do PT    | Rosana (PSOL) | Outros        | Brancos ou Nulos | Nenhum ou Não sabe |
| ---------------------- | ---------------- | -------------- | ---------------- | ------------- | ------------- | ------------- | ------------- | ------------- | ------------- | ------------- | ---------------- | ------------------ |
| 18 de agosto de 2016   | Instituto Valle  | ±3,4%          | 25,88%           | 10,7%         | 13,64%        | 1,76%         | 1,41%         | 1,29%         | 0,35%         | 6,33%[A]      | —                | 38,41%             |
| 29 de agosto de 2016   | DATAmax          | ±3,5%          | 28,11%           | 13,18%        | 14,3%         | 3,23%         | 1,24%         | 1,24%         | 0,75%         | 4,72%[B]      | 15,05%           | 17,79%             |
| 3 de setembro de 2016  | Ibope            | ±4%            | 31%              | 25%           | 14%           | 2%            | 1%            | 3%            | 2%            | 4%[C]         | 13%              | 5%                 |
| 5 de setembro de 2016  | Ipems            | ±4,9%          | 35,67%           | 26,15%        | 15,53%        | 1,26%         | 1,27%         | 2,04%         | 0,75%         | 3,31%[D]      | —                | 14,02%             |
| 12 de setembro de 2016 | Vale Consultoria | ±3,4%          | 30,7%            | 28,11%        | 15,06%        | 2,7%          | 0%            | 1,53%         | 0%            | 0%[E]         | 10,47%           | 8,82%              |
| 12 de setembro de 2016 | DATAmax          | ±3,5%          | 26,5%            | 17,8%         | 12,2%         | 0,7%          | 0,9%          | 1,1%          | 0,6%          | 1%[F]         | 12,1%            | 27%                |
| 14 de setembro de 2016 | Instituto Valle  | ±3,4%          | 40,4%            | 25,17%        | 16,47%        | 1,88%         | 0,94%         | 2,11%         | 0,47%         | 1,83%[G]      | —                | 10,27%             |
| 16 de setembro de 2016 | Ibope            | ±4%            | 41%              | 22%           | 15%           | 3%            | 1%            | 1%            | 1%            | 1%[H]         | 10%              | 5%                 |
| 19 de setembro de 2016 | Instituto Valle  | ±3,4%          | 42,11%           | 21,88%        | 15,76%        | 2,11%         | 0,35%         | 0,7%          | 0,23%         | 2,19%[I]      | —                | 14,67%             |
| 24 de setembro de 2016 | Instituto Valle  | ±3,4%          | 46,47%           | 25,64%        | 11,05%        | 1,88%         | 0,7%          | 0,7%          | 0,35%         | 1,47%[J]      | —                | 11,74%             |
| 24 de setembro de 2016 | DATAmax          | ±3,5%          | 33,1%            | 24,3%         | 11,5%         | 2%            | 2,1%          | 1,6%          | 0,6%          | 2,4%[K]       | 10,3%            | 12,3%              |
| 26 de setembro de 2016 | Ipems            | ±4%            | 40,25%           | 26,18%        | 12,16%        | 1,84%         | 2,2%          | 1,52%         | 0,66%         | 2,51%[L]      | —                | 12,69%             |
| 28 de setembro de 2016 | Tendência        | ±3%            | 32%              | 21,5%         | 13,4%         | 2,3%          | 1,5%          | 1,2%          | 0,4%          | 2,5%[M]       | —                | 25,2%              |
| 29 de setembro de 2016 | Vox Populi       | ±4%            | 32%              | 24%           | 13%           | 2%            | 3%            | 2%            | 0%            | 2%[N]         | 8%               | 14%                |
| 30 de setembro de 2016 | Instituto Valle  | ±3,4%          | 41,05%           | 21,76%        | 16,23%        | 1,17%         | 1,29%         | 2%            | 0,23%         | 1,51%[O]      | —                | 14,76%             |
| 30 de setembro de 2016 | Vale Consultoria | ±2,8%          | 33,3%            | 27,2%         | 15,7%         | 2,3%          | 1,2%          | 1,4%          | 0,3%          | 2,35%[P]      | 8,5%             | 7,8%               |
| 30 de setembro de 2016 | DATAmax          | ±3,5%          | 33,1%            | 23,4%         | 15,1%         | 2,5%          | 1,9%          | 1,6%          | 0,6%          | 4%[Q]         | 8,8%             | 9%                 |
| 1º de outubro de 2016  | Idealis          | —              | 29%              | 23%           | 14%           | 3%            | 2%            | 2%            | 1%            | 2%[R]         | 10%              | 12%                |
| 1º de outubro de 2016  | Ibope            | ±4%            | 34%              | 26%           | 18%           | 3%            | 2%            | 1%            | 1%            | 3%[S]         | 8%               | 4%                 |

[A] - Outros oito candidatos foram citados: Luiz Pedro Guimarães (PROS) 1.76%, Athayde Nery (PPS) 1.41%, Pedro Pedrossian Filho (PMB) 0.94%, Suél do PSTU 0.82%, Elizeu Amarilha (PSDC) 0.58%, Aroldo Figueiró (PTN) 0.47%, José Flávio Arce (PCO) 0.35% e Adalton Garcia (PRTB) 0.23%.

[B] - Outros oito candidatos foram citados: Pedro Pedrossian Filho (PMB) 1.99%, Athayde Nery (PPS) 0.87%, Aroldo Figueiró (PTN) 0.62%, Suél do PSTU 0.5%, Elizeu Amarilha (PSDC) 0.25%, Adalton Garcia (PRTB) 0.25%, Luiz Pedro Guimarães (PROS) 0.12% e José Flávio Arce (PCO) 0.12%.

[C] - Outros quatro candidatos foram citados: Athayde Nery (PPS) 1%, Pedro Pedrossian Filho (PMB) 1%, Suél do PSTU 1% e José Flávio Arce (PCO) 1%. Os demais candidatos não pontuaram.

[D] - Outros oito candidatos foram citados: Athayde Nery (PPS) 1.27%, Elizeu Amarilha (PSDC) 0.52%, Suél do PSTU 0.28%, Pedro Pedrossian Filho (PMB) 0.26%, Lauro Davi (PROS) 0.26%, José Flávio Arce (PCO) 0.26%, Aroldo Figueiró (PTN) 0.23% e Adalton Garcia (PRTB) 0.23%.

[E] - Todos os outros oito candidatos não pontuaram neste levantamento.

[F] - Outros quatro candidatos foram citados: Athayde Nery (PPS) 0.7%, Aroldo Figueiró (PTN) 0.1%, Elizeu Amarilha (PSDC) 0.1% e Lauro Davi (PROS) 0.1%. Os demais candidatos não pontuaram.

[G] - Outros oito candidatos foram citados: Athayde Nery (PPS) 0.58%, Suél do PSTU 0.35%, Pedro Pedrossian Filho (PMB) 0.23%, Aroldo Figueiró (PTN) 0.23%, Lauro Davi (PROS) 0.11%, Adalton Garcia (PRTB) 0.11%, Elizeu Amarilha (PSDC) 0.11% e José Flávio Arce (PCO) 0.11%.

[H] - Athayde Nery (PPS) alcançou 1% das intenções de voto. Os demais candidatos não pontuaram.

[I] - Outros oito candidatos foram citados: Athayde Nery (PPS) 0.7%, Pedro Pedrossian Filho (PMB) 0.35%, Suél do PSTU 0.35%, Aroldo Figueiró (PTN) 0.23%, Elizeu Amarilha (PSDC) 0.23%, Lauro Davi (PROS) 0.11%, Adalton Garcia (PRTB) 0.11% e José Flávio Arce (PCO) 0.11%.

[J] - Outros oito candidatos foram citados: Suél do PSTU 0.58%, Athayde Nery (PPS) 0.23%, Pedro Pedrossian Filho (PMB) 0.11%, Lauro Davi (PROS) 0.11%, Aroldo Figueiró (PTN) 0.11%, Adalton Garcia (PRTB) 0.11%, Elizeu Amarilha (PSDC) 0.11% e José Flávio Arce (PCO) 0.11%.

[K] - Outros quatro candidatos foram citados: Athayde Nery (PPS) 0.8%, Aroldo Figueiró (PTN) 0.8%, Pedro Pedrossian Filho (PMB) 0.5% e Lauro Davi (PROS) 0.3%. Os demais candidatos não pontuaram.

[L] - Outros seis candidatos foram citados: Athayde Nery (PPS) 0.83%, Adalton Garcia (PRTB) 0.68%, Aroldo Figueiró (PTN) 0.49%, Pedro Pedrossian Filho (PMB) 0.17%, Lauro Davi (PROS) 0.17% e Elizeu Amarilha (PSDC) 0.17%. Suél do PSTU e José Flávio Arce (PCO) não pontuaram.

[M] - Outros seis candidatos foram citados: Pedro Pedrossian Filho (PMB) 0.8%, Aroldo Figueiró (PTN) 0.6%, Athayde Nery (PPS) 0.5%, Adalton Garcia (PRTB) 0.3%, Suél do PSTU 0.2% e Lauro Davi (PROS) 0.17%. Elizeu Amarilha (PSDC) e José Flávio Arce (PCO) não pontuaram.

[N] - Pedro Pedrossian Filho (PMB) e Athayde Nery (PPS) alcançaram 1% das intenções de voto cada. Os demais candidatos não pontuaram.

[O] - Outros quatro candidatos foram citados: Aroldo Figueiró (PTN) 0.58%, Pedro Pedrossian Filho (PMB) 0.47%, Suél do PSTU 0.35% e Athayde Nery (PPS) 0.11%. Os demais candidatos não pontuaram.

[P] - Outros seis candidatos foram citados: Pedro Pedrossian Filho (PMB) 0.9%, Elizeu Amarilha (PSDC) 0.5%, Athayde Nery (PPS) 0.3%, Aroldo Figueiró (PTN) 0.3%, Suél do PSTU 0.25% e Adalton Garcia (PRTB) 0.1%. Lauro Davi (PROS) e José Flávio Arce (PCO) não pontuaram.

[Q] - Outros sete candidatos foram citados: Pedro Pedrossian Filho (PMB) 1.1%, Aroldo Figueiró (PTN) 0.9%, Athayde Nery (PPS) 0.6%, Suél do PSTU 0.5%, Lauro Davi (PROS) 0.4%, Adalton Garcia (PRTB) 0.4% e Elizeu Amarilha (PSDC) 0.1%. José Flávio Arce (PCO) não pontuou.

[R] -  Pedro Pedrossian Filho (PMB) e Aroldo Figueiró (PTN) alcançaram 1% das intenções de voto cada. Os demais candidatos não pontuaram.

[S] - Outros três candidatos foram citados: Pedro Pedrossian Filho (PMB) 1%, Athayde Nery (PPS) 1% e Suél do PSTU 1%. Os demais candidatos não pontuaram.

### 2º turno
| Data de divulgação    | Instituto        | Margem de erro | Candidato        | Candidato   | Brancos ou Nulos | Nenhum ou Não sabe |
| Data de divulgação    | Instituto        | Margem de erro | Marquinhos (PSD) | Rose (PSDB) | Brancos ou Nulos | Nenhum ou Não sabe |
| --------------------- | ---------------- | -------------- | ---------------- | ----------- | ---------------- | ------------------ |
| 9 de outubro de 2016  | Atlas            | ±4,15%         | 45,44%           | 30,7%       | 14,39%           | 9,47%              |
| 10 de outubro de 2016 | Ipems            | ±4%            | 49,61%           | 29,68%      | —                | —                  |
| 10 de outubro de 2016 | Instituto Valle  | ±3,4%          | 47,41%           | 28,23%      | 14,47%           | 9,89%              |
| 14 de outubro de 2016 | Instituto Valle  | ±3,4%          | 48,11%           | 28,33%      | 12,58%           | 10,58%             |
| 14 de outubro de 2016 | Ibope            | ±4%            | 50%              | 29%         | 16%              | 5%                 |
| 19 de outubro de 2016 | Ipems            | ±4%            | 53,59%           | 30,6%       | —                | —                  |
| 21 de outubro de 2016 | Instituto Valle  | ±3,4%          | 46,58%           | 34,94%      | 10,58%           | 7,9%               |
| 22 de outubro de 2016 | Atlas            | ±4%            | 46,58%           | 34,94%      | —                | 14,03%             |
| 25 de outubro de 2016 | Instituto Valle  | ±3,4%          | 49,52%           | 31,29%      | 9,76%            | 9,43%              |
| 26 de outubro de 2016 | Vale Consultoria | ±2,8%          | 38%              | 35%         | 16%              | 11%                |
| 28 de outubro de 2016 | Instituto Valle  | ±3,4%          | 50,94%           | 30,23%      | 8,7%             | 10,13%             |
| 28 de outubro de 2016 | Ibope            | ±4%            | 44%              | 35%         | 17%              | 4%                 |
| 29 de outubro de 2016 | Vale Consultoria | ±3,7%          | 37%              | 38%         | 13%              | 12%                |
| 29 de outubro de 2016 | DATAmax          | ±3,5%          | 45,3%            | 31,6%       | 12,1%            | 11%                |
| 29 de outubro de 2016 | Ipems            | ±4%            | 51,14%           | 33,85%      | 11,67%           | 3,34%              |

## Debates (televisionados ou não)
O Fórum Permanente de Entidades dos Movimentos Negro de Mato Grosso do Sul foi o primeiro a reunir os candidatos em debate sobre políticas públicas para negros em 9 de setembro. O Sindicato Campo-Grandense dos Profissionais da Educação Pública (ACPMS) reuniu os candidatos no dia 13 de setembro. Já o site Midiamax convidou 11 dos 15 postulantes para encontro no dia 16 de setembro, transmitido em tempo real pela internet, pelo Facebook, pelas rádios Educativa e Difusora, além da TVE MS, TVi e TV Imaculada Conceição. Para discutir políticas públicas de cultura, o Fórum de Cultura de Campo Grande reuniu os candidatos em 21 de setembro. O SBT MS reuniu todos os candidatos ao vivo no dia 27 de setembro, com transmissão também pelo Facebook, pelo site Top Mídia News, pela TVE e rádio Educativa. Por fim, a TV Morena foi a última a promover debate: o encontro no primeiro turno ocorreu em 29 de setembro e teve transmissão em tempo real pela página local do portal G1.
Sem direito de participar do debate conforme a atual legislação eleitoral, o candidato do PSDC à prefeitura, Elizeu Amarilha, ameaçou retirar a candidatura por ficar de fora do encontro da TV Morena.
No segundo turno, o site Midiamax abriu a rodada de debates, com encontro entre os candidatos no dia 21 de outubro, transmitido mais uma vez pela internet, pelo Facebook, TVE, TVi e rádio Difusora Pantanal. A TV Morena encerrou a série com debate no dia 28 de outubro, com transmissão em tempo real pelo G1.

### Primeiro turno
| Data                   | Organizador (es)                                                        | Mediador (a)    | Participantes | Ausentes | Não convidados | Representados pelo (a) vice           |
| ---------------------- | ----------------------------------------------------------------------- | --------------- | --- | --- | --- | ------------------------------------- |
| 9 de setembro de 2016  | Fórum Permanente de Entidades do Movimento Negro de Mato Grosso do Sul  | —               | Alex do PT Aroldo Figueiró Elizeu Amarilha Lauro Davi Marcelo Bluma Marquinhos Trad Rose Modesto Suél Ferranti | Adalton Garcia Alcides Bernal Athayde Nery Coronel David José Flávio Arce Pedro Pedrossian Filho Rosana Santos | — | —                                     |
| 13 de setembro de 2016 | Sindicato Campo-Grandense dos Profissionais da Educação Pública (ACPMS) | —               | Alcides Bernal Alex do PT Aroldo Figueiró Athayde Nery Coronel David Elizeu Amarilha José Flávio Arce Lauro Davi Marcelo Bluma Marquinhos Trad Rosana Santos Rose Modesto Suél Ferranti                                       | Adalton Garcia Pedro Pedrossian Filho                                                                          | — | —                                     |
| 16 de setembro de 2016 | Midiamax                                                                | Ogg Ibrahim     | Alcides Bernal Alex do PT Aroldo Figueiró Athayde Nery Coronel David Elizeu Amarilha Marcelo Bluma Marquinhos Trad Rose Modesto Suél Ferranti                                                                                 | — | José Flávio Arce Lauro Davi Pedro Pedrossian Filho Rosana Santos                                                              | —                                     |
| 21 de setembro de 2016 | Fórum de Cultura de Campo Grande                                        | —               | Adalton Garcia Alcides Bernal Alex do PT Aroldo Figueiró Athayde Nery Marquinhos Trad Rosana Santos Suél Ferranti | Coronel David Elizeu Amarilha José Flávio Arce Pedro Pedrossian Filho                                          | — | Lauro Davi Marcelo Bluma Rose Modesto |
| 27 de setembro de 2016 | SBT MS                                                                  | Alex Gusmão     | Adalton Garcia Alcides Bernal Alex do PT Aroldo Figueiró Athayde Nery Coronel David Elizeu Amarilha José Flávio Arce Lauro Davi Marcelo Bluma Marquinhos Trad Pedro Pedrossian Filho Rosana Santos Rose Modesto Suél Ferranti | — | — | —                                     |
| 29 de setembro de 2016 | TV Morena G1 MS                                                         | Lucimar Lescano | Alcides Bernal Alex do PT Athayde Nery Coronel David Marcelo Bluma Marquinhos Trad Rose Modesto | — | Adalton Garcia Aroldo Figueiró Elizeu Amarilha José Flávio Arce Lauro Davi Pedro Pedrossian Filho Rosana Santos Suél Ferranti | —                                     |

### Segundo turno
| Data                  | Organizador(es)                                        | Mediador(a)     | Marquinhos Trad (PSD) | Rose Modesto (PSDB) |
| --------------------- | ------------------------------------------------------ | --------------- | --------------------- | ------------------- |
| 21 de outubro de 2016 | Midiamax, Facebook, TVE, TVi e rádio Difusora Pantanal | Ogg Ibrahim     | Presente              | Presente            |
| 28 de outubro de 2016 | TV Morena e G1 MS                                      | Lucimar Lescano | Presente              | Presente            |

## Resultados

### Prefeito
| Candidato(a)                 | Vice                          | 1º turno 2 de outubro de 2016 | 1º turno 2 de outubro de 2016 | 2º turno 30 de outubro de 2016 | 2º turno 30 de outubro de 2016 |
| Candidato(a)                 | Vice                          | Total                         | Percentagem                   | Total                          | Percentagem                    |
| ---------------------------- | ----------------------------- | ----------------------------- | ----------------------------- | ------------------------------ | ------------------------------ |
| Marquinhos Trad (PSD)        | Adriane Lopes (PEN)           | 147.694                       | 34,57%                        | 241.876                        | 58,77%                         |
| Rose Modesto (PSDB)          | Cláudio Mendonça (PR)         | 113.738                       | 26,62%                        | 169.660                        | 41,23%                         |
| Alcides Bernal (PP — Inc.)   | Ulisses Duarte (PP)           | 111.128                       | 26,01%                        | Não participou                 | Não participou                 |
| Coronel David (PSC)          | Juliana Padilha (PSC)         | 20.631                        | 4,83%                         | Não participou                 | Não participou                 |
| Marcelo Bluma (PV)           | Fábio Lechuga (REDE)          | 10.707                        | 2,51%                         | Não participou                 | Não participou                 |
| Alex do PT (PT)              | Mário Fonseca (PCdoB)         | 8.482                         | 1,99%                         | Não participou                 | Não participou                 |
| Athayde Nery (PPS)           | Francisco Valente (PPS)       | 3.965                         | 0,93%                         | Não participou                 | Não participou                 |
| Aroldo Figueiró (PTN)        | Tamotsu Mori (PTN)            | 3.261                         | 0,76%                         | Não participou                 | Não participou                 |
| Pedro Pedrossian Filho (PMB) | Maria Freitas (PMB)           | 2.416                         | 0,57%                         | Não participou                 | Não participou                 |
| Rosana Santos (PSOL)         | Henrique Nascimento (PSOL)    | 2.351                         | <0,55%                        | Não participou                 | Não participou                 |
| Lauro Davi (PROS)            | Márcia Mega (PROS)            | 1.943                         | 0,45%                         | Não participou                 | Não participou                 |
| Adalton Garcia (PRTB)        | Helton Koop Caverninha (PRTB) | 1.607                         | 0,38%                         | Não participou                 | Não participou                 |
| Suél do PSTU (PSTU)          | Adryelle de Paula (PSTU)      | 1.320                         | 0,31%                         | Não participou                 | Não participou                 |
| Elizeu Amarilha (PSDC)       | Márcio Marques Mattos (PSDC)  | 200                           | 0,05%                         | Não participou                 | Não participou                 |
| Arce (PCO)                   | Eclair Arce (PCO)             | 158                           | 0,04%                         | Não participou                 | Não participou                 |
| → Total de votos válidos     | → Total de votos válidos      | 427.250                       | 88,85%                        | 411.536                        | 89,02%                         |
| → Votos em branco            | → Votos em branco             | 17.619                        | 3,66%                         | 13.995                         | 3,03%                          |
| → Votos nulos                | → Votos nulos                 | 36.017                        | 7,49%                         | 36.776                         | 7,95%                          |
| Total                        | Total                         | 480.886                       | 80,8%                         | 462.307                        | 77,68%                         |
| Abstenções                   | Abstenções                    | 114.286                       | 19,2%                         | 132.865                        | 22,32%                         |
| Total de inscritos           | Total de inscritos            | 595.172                       | 100%                          | 595.172                        | 100%                           |

#### Gráficos
| Primeiro turno - Esquema Gráfico | Primeiro turno - Esquema Gráfico | Primeiro turno - Esquema Gráfico | Primeiro turno - Esquema Gráfico | Primeiro turno - Esquema Gráfico |
| -------------------------------- | -------------------------------- | -------------------------------- | -------------------------------- | -------------------------------- |
|                                  |                                  |                                  |                                  |                                  |
| Marquinhos Trad                  | Marquinhos Trad                  |                                  | 34,57%                           | 34,57%                           |
| Rose Modesto                     | Rose Modesto                     |                                  | 26,62%                           | 26,62%                           |
| Alcides Bernal                   | Alcides Bernal                   |                                  | 26,01%                           | 26,01%                           |
| Coronel David                    | Coronel David                    |                                  | 4,83%                            | 4,83%                            |
| Marcelo Bluma                    | Marcelo Bluma                    |                                  | 2,51%                            | 2,51%                            |
| Alex do PT                       | Alex do PT                       |                                  | 1,99%                            | 1,99%                            |
| Athayde                          | Athayde                          |                                  | 0,93%                            | 0,93%                            |
| Aroldo Figueiró                  | Aroldo Figueiró                  |                                  | 0,76%                            | 0,76%                            |
| Pedrossian Filho                 | Pedrossian Filho                 |                                  | 0,57%                            | 0,57%                            |
| Lauro Davi                       | Lauro Davi                       |                                  | 0,45%                            | 0,45%                            |
| Adalton Garcia                   | Adalton Garcia                   |                                  | 0,38%                            | 0,38%                            |
| Suél do PSTU                     | Suél do PSTU                     |                                  | 0,31%                            | 0,31%                            |
| Elizeu Amarilha                  | Elizeu Amarilha                  |                                  | 0,05%                            | 0,05%                            |
| Arce                             | Arce                             |                                  | 0,04%                            | 0,04%                            |
| Rosana Santos                    | Rosana Santos                    |                                  | 0,00%                            | 0,00%                            |
| Brancos e Nulos                  | Brancos e Nulos                  |                                  | 11,15%                           | 11,15%                           |
| Abstenções                       | Abstenções                       |                                  | 19,20%                           | 19,20%                           |

| Segundo turno - Esquema Gráfico | Segundo turno - Esquema Gráfico | Segundo turno - Esquema Gráfico | Segundo turno - Esquema Gráfico | Segundo turno - Esquema Gráfico |
| ------------------------------- | ------------------------------- | ------------------------------- | ------------------------------- | ------------------------------- |
|                                 |                                 |                                 |                                 |                                 |
| Marquinhos Trad                 | Marquinhos Trad                 |                                 | 58,77%                          | 58,77%                          |
| Rose Modesto                    | Rose Modesto                    |                                 | 41,23%                          | 41,23%                          |
| Brancos e Nulos                 | Brancos e Nulos                 |                                 | 10,98%                          | 10,98%                          |
| Abstenções                      | Abstenções                      |                                 | 22,32%                          | 22,32%                          |

### Vereadores
Os eleitos foram remanejados pelo coeficiente eleitoral destinado a cada coligação. Abaixo a lista com o número de vagas e os candidatos eleitos. O ícone  indica os que foram reeleitos.
| Candidato(a)                  | Partido | Coligação                              | Votação         |      |                         |      |
| ----------------------------- | ------- | -------------------------------------- | --------------- | ---- | ----------------------- | ---- |
| Candidato(a)                  | Partido | Coligação                              | André Salineiro | PSDB | Juntos por Campo Grande | 8776 |
| Odilon de Oliveira Junior     | PDT     | Juntos por Campo Grande                | 6825            |      |                         |      |
| Dr. Loester                   | PMDB    | —                                      | 5552            |      |                         |      |
| Gilmar da Cruz                | PRB     | Juntos por Campo Grande                | 5419            |      |                         |      |
| Dr. Lívio                     | PSDB    | Juntos por Campo Grande                | 4518            |      |                         |      |
| Lucas de Lima do Amor Sem Fim | SD      | Juntos por Campo Grande                | 4256            |      |                         |      |
| Papy                          | SD      | Juntos por Campo Grande                | 4152            |      |                         |      |
| Prof. João Rocha              | PSDB    | Juntos por Campo Grande                | 4134            |      |                         |      |
| Junior Longo                  | PSDB    | Juntos por Campo Grande                | 4022            |      |                         |      |
| Ademir Santana                | PDT     | Juntos por Campo Grande                | 3942            |      |                         |      |
| João César Mattogrosso        | PSDB    | Juntos por Campo Grande                | 3729            |      |                         |      |
| Betinho                       | PRB     | Juntos por Campo Grande                | 3649            |      |                         |      |
| Delegado Wellington           | PSDB    | Juntos por Campo Grande                | 3549            |      |                         |      |
| Vinícius Siqueira             | DEM     | Sempre com a Gente                     | 3386            |      |                         |      |
| Dr. Antonio Cruz              | PSDB    | Juntos por Campo Grande                | 3380            |      |                         |      |
| Valdir Gomes                  | PP      | Nossa Força é a Nossa Gente            | 3361            |      |                         |      |
| Carlão - Comunitário Mesmo    | PSB     | Juntos por Campo Grande                | 3196            |      |                         |      |
| Veterinário Francisco         | PSB     | Juntos por Campo Grande                | 3005            |      |                         |      |
| Pastor Jeremias Flores        | PTdoB   | Sempre com a Gente                     | 2930            |      |                         |      |
| Ayrton Araújo                 | PT      | Campo Grande é do Povo                 | 2834            |      |                         |      |
| Chiquinho Telles              | PSD     | Sempre com a Gente                     | 2728            |      |                         |      |
| Cazuza                        | PP      | Nossa Força é a Nossa Gente            | 2709            |      |                         |      |
| William Maksoud Neto          | PMN     | Sempre com a Gente                     | 2641            |      |                         |      |
| Paulo Siufi                   | PMDB    | —                                      | 2610            |      |                         |      |
| Dharleng Campos               | PP      | Nossa Força é a Nossa Gente            | 2591            |      |                         |      |
| Enfermeiro Fritz              | PSD     | Sempre com a Gente                     | 2591            |      |                         |      |
| Otávio Trad                   | PTB     | Sempre com a Gente                     | 2383            |      |                         |      |
| Eduardo Romero                | Rede    | Trabalho, Experiência e Política Limpa | 2220            |      |                         |      |
| Enfermeira Cida Amaral        | PTN     | —                                      | 1929            |      |                         |      |